# Batalla de Amiens (1358)
La batalla de Amiens, el 16 de septiembre de 1358, enfrentó a los partidarios de Carlos II de Navarra, rey de Navarra y conde de Evreux, contra las tropas leales al delfín Carlos, hijo del rey Juan II de Francia y prisionero de los ingleses, durante el transcurso de la Guerra de los Cien Años.

## Contexto histórico

### La derrota de Poitiers
La batalla de Poitiers en 1356 llevó al cautiverio del rey Juan II de Francia. El poder quedó en manos del hijo mayor del rey, de 19 años, el delfín Carlos (futuro Carlos V), que tuvo que defender una posición considerablemente debilitada.

### Las pretensiones de Carlos II de Navarra
Carlos II, rey de Navarra, era nieto del rey Luis X de Francia y reclamaba la corona de Francia que se le había sido denegada a su madre, Juana II de Navarra, en virtud de la llamada Ley Sálica. Había sido detenido por orden de Juan II, rey de Francia, y encarcelado en el castillo de Arleux, cerca de Cambrai. Tras la derrota de Poitiers, Esteban Marcel, preboste de los comerciantes de París y Roberto Le Coq, obispo de Laon, organizaron en secreto la liberación de Carlos de Navarra. Fue entregado por Juan de Picquigny, gobernador de Artois y llegó a Amiens el 9 de noviembre de 1356. Acogido favorablemente por el alcalde, Fermín de Cocquerel, y el capitán de la ciudad, Jean de Saint-Fuscien, permaneció en la ciudad durante dos semanas. Los concejales de Amiens incluso le otorgaron el título de «burgués de amiens», algo nunca visto en un príncipe de sangre real, proclamaron al rey de Navarra, capitán de la ciudad y sus arrabales. Entonces Carlos II pudo regresar a París y reunirse con el preboste de comerciantes, Esteban Marcel.

### El delfín corrige la situación
El delfín Charles, que mantenía partisanos en Amiens, fue a Corbie, ubicada a unos quince kilómetros al este, y pidió reunirse con el alcalde y los concejales de Amiens. En abril de 1358, el alcalde y los notables de Amiens se negaron a ir a Corbie. Tuvieron la amabilidad de recibir al delfín en Amiens pero sin una escolta, lo que no se pudo hacer. Tres meses después, el delfín se convirtió en dueño de París tras la eliminación de Esteban Marcel, pero su posición seguía siendo frágil. Tenía que evitar a toda costa que toda la provincia de Picardía cayera en el campo de Carlos II de Navarra. Para distraer a los Amiens del navarro, prometió el delfín, en la primera quincena de septiembre de 1358, a los habitantes de la ciudad, olvidarse del pasado.

### La reacción de los partidarios del navarro
Por tanto, era necesario, sin demora, que los navarros actuaran si querían restablecer su posición. Juan de Picquigny, refugiado en su castillo de La Hérelle, al sureste de Breteuil-sur-Noye, decidió entrar en Amiens para liberar a su esposa encarcelada por los hombres del delfín.

## Desarrollo de la batalla
Juan de Picquigny pudo contar con tres poderosos aliados, el alcalde de Amiens, el capitán de la ciudad y el abad de Gard. La acción iba a tener lugar antes del 28 de octubre, fecha de renovación de los regidores.

### La estratagema
Los hombres de armas fueron introducidos clandestinamente en los sótanos y áticos del Hôtel de Nicolás, el abad de Gard y las casas cercanas a la Puerta de San Fermín. En ese momento, la ciudad de Amiens había comenzado a construir una nueva muralla al sur de la ciudad. Por tanto, existía un espacio entre dos cinturones fortificados en el que se extendían los suburbios.

### El ataque
Juan de Picquigny optó por atacar la ciudad, a través de la Porte de La Hotoie en la entrada occidental del nuevo recinto. En la madrugada del 16 de septiembre de 1358, junto a los señores de Gauville, Fricamp y Béthisy, Juan de Picquigny entró en el suburbio exterior de la antigua muralla, del siglo XII, con casi 800 hombres de armas al grito de: "¡Navarra! ¡Navarra!". Ante estos gritos, los partidarios del delfín se despertaron, se armaron y se enzarzaron en un combate cuerpo a cuerpo en los suburbios. Se dio la alarma dentro de la ciudad y los hombres de armas leales al delfín se lanzaron a la batalla.

### El fracaso de Juan de Picquigny
Los leales de Amiens al delfín pudieron avisar al condestable Robert de Fiennes y Guy de Châtillon, conde de Saint-Pol que estaban en Corbie. Llegaron a Amiens por la Puerta de San Miguel, ubicada al este de la ciudad, con 400 lanzas. Juan de Picquigny se vio obligado a retirarse mientras saqueaba y luego incendiaba los suburbios de Santiago, San Remi, San Miguel, así como la abadía de San Juan.

## Consecuencias
El fracaso del ataque impidió que Amiens volviera a caer en el campo de Carlos II de Navarra y con ello la ciudad se mantuvo fiel al trono de Francia.
El partido del rey navarro en Amiens fue aniquilado el 17 de septiembre de 1358. Diecisiete notables fueron decapitados en público, entre ellos el alcalde, Fermín de Coquerel, el capitán de la ciudad, Jacques de Saint-Fuscien, el abad de Gard y varios concejales. Varios otros notables fueron desterrados de la ciudad según el cronista Jean Froissart.
Robert de Fiennes y Guy de Châtillon-Saint-Pol pudieron participar en el sitio de Saint-Valery y tomar la ciudad.
Se reforzó la posición del delfín. Por el Tratado de Pontoise de 1359, se reconcilió con Carlos II de Navarra, las familias de los ciudadanos torturados de Amiens obtuvieron cartas de remisión y regresaron a sus posesiones.
Los suburbios de Amiens estaban totalmente arruinados, su reconstrucción no se terminó hasta sesenta años después.